# Charles Henry Bell
Charles Henry Bell, född 18 november 1823 i Chester, New Hampshire, död 11 november 1893 i Exeter, New Hampshire, var en amerikansk republikansk politiker. Han representerade delstaten New Hampshire i USA:s senat från mars till juni 1879. Han var guvernör i New Hampshire 1881-1883. Han var son till John Bell och brorson till Samuel Bell.
Charles Henry Bell utexaminerades 1844 från Dartmouth College. Han studerade sedan juridik och inledde sin karriär som advokat i New Hampshire. Han forskade i Exeters lokalhistoria. År 1876 utkom hans bok Exeter in 1776: Sketches of an Old New Hampshire Town As It Was a Hundred Years Ago.
Delstatens lagstiftande församling lyckades inte enas om en efterträdare åt Bainbridge Wadleigh vars mandatperiod löpte ut den 3 mars 1879. Mandatet förblev inte länge vakant, eftersom Bell blev utnämnd till senaten den 13 mars. Delstatens lagstiftande församling valde sedan i juni 1879 Henry W. Blair till Bells efterträdare.
Bell efterträdde 1881 Nathaniel Head som guvernör och efterträddes 1883 av Samuel W. Hale.
Bell avled 1893 och han gravsattes på Exeter Cemetery i Exeter, New Hampshire.